# Zarfático
El zarfático o judeofrancés (Tzarfatit) era una lengua judeorromance hablada en el norte de Francia, los Países Bajos y el centro-oeste de Alemania, en ciudades como Maguncia, Fráncfort del Meno, y Aquisgrán.

## Etimología
La palabra Zarfático proviene del nombre hebreo para Francia, Tzarfat (צרפת), el nombre bíblico de la ciudad fenicia de Sarepta. Algunos han conjeturado que el zarfático era la lengua original de los judíos que finalmente adoptaron el antiguo alto alemán, que llevó al desarrollo de yidis.
El zarfático fue escrito usando una variante del alfabeto hebreo, y apareció por primera vez en el siglo XI, en las glosas de los textos de la Biblia hebrea y el Talmud escritos por los grandes rabinos Rashi y Moshe Hadarshan. Expulsiones y persecuciones constantes, causando grandes olas de emigración judía, provocaron la extinción de esta lengua a finales del siglo XIV.

## Características distintivas
Una de las características de la ortografía zarfática, que lo diferencia de la mayoría de otras lenguas judías indoeuropeas, es que para representar los sonidos de vocales, en lugar de utilizar las letras hebreas sin fonemas coincidentes en el lenguaje, era extensivo el uso del sistema del Niqud del hebreo tiberiano para indicar la gama completa de vocales del francés antiguo.
Otra característica interesante del zarfático es que muestra relativamente pocos préstamos del hebreo. Esto lo diferencia de la gran mayoría de otras lenguas judías, y puede indicar que no es en realidad un lenguaje distinto, más bien un dialecto del francés antiguo, o simplemente el francés antiguo escrito con una ortografía diferente, dado que ese idioma no tenía un estándar escrito.